# Gerhard Fröhlich
Gerhard Fröhlich (* 1953 in Wels, Oberösterreich) ist ein österreichischer Kulturtheoretiker und Wissenschaftsforscher.

## Werdegang und Wirken
Gerhard Fröhlich studierte an der Universität Wien Politikwissenschaften, Sozialphilosophie und Soziologie (u. a. bei Erhard Oeser und Erich Bodzenta) und wurde dort 1981 mit Schwerpunkt Wissenschaftsforschung promoviert. Nach Studien in Hannover, u. a. bei Oskar Negt, arbeitete er von 1982 bis 1987 er als wissenschaftlicher Mitarbeiter und Lehrbeauftragter am Institut für Soziologie und Sozialanthropologie der Universität Erlangen-Nürnberg bei Henrik Kreutz, bevor er 1988 als Universitätsassistent an die Johannes Kepler Universität Linz (JKU), Institut für Philosophie und Wissenschaftstheorie (zuerst bei Rudolf Wohlgenannt, dann bei Volker Gadenne) wechselte. Er habilitierte sich an der JKU 2004 für das Fach „Kulturtheorie und Wissenschaftsforschung“ und war dort bis zu seinem Ruhestand Ende 2018 als außerordentlicher Universitätsprofessor tätig (2017–2018 auch als Institutsvorstand des Instituts für Philosophie).
Er ist auch seit 1990 (bis heute, 2022) Vorsitzender des sog. „Kulturinstituts an der JKU“ und seit 1996 (bis heute, 2022) Sprecher der „Sektion Kulturtheorie und Kulturforschung“ der Österreichischen Gesellschaft für Soziologie.
Seit 2004 (bis 2018) war er auch stv. Institutsvorstand des „Instituts für Kulturwirtschaft und Kulturforschung“ der Johannes Kepler Universität Linz (JKU), wo er bis heute wissenschaftlich tätig ist.
Seit 2017 ist Gerhard Fröhlich Vorsitzender der „Österreichischen Gesellschaft für Dokumentation und Information (ÖGDI)“.

## Arbeitsschwerpunkte und Tätigkeiten
Seine Arbeitsschwerpunkte sind derzeit
- Wissenschaftstheorie und Wissenschaftsforschung (Kritik der Szientometrie, Kritik am Peer Review),
- Wissenschaftsethik (Auseinandersetzung mit Fälschungen und Plagiaten) sowie
- Kultur- und Medientheorie einschließlich Kulturphilosophie.

Gerhard Fröhlich begründete (gemeinsam mit Ingo Mörth, seit 1998) und bearbeitet und betreut bis heute (mit Ingo Mörth und anderen) drei umfassende Open Access Online-Projekte (Datenbanken), nämlich die vernetzten und kommentierten Welt-Kataloge (alle Sprachen) der Manuskripte und Veröffentlichungen von Pierre Bourdieu, Norbert Elias und Clifford Geertz.
Gerhard Fröhlich veranstaltet auch federführend seit 2011 mit wesentlicher Förderung der Österreichischen Gesellschaft für Politische Bildung (ÖGPB) jährlich Symposien zu kontroversen Fragen von (neuen) Medien, Politik, Wissenschaft, Gesellschaft und Kultur, zuletzt:
- 2016 „OPEN ACCESS, OPEN DATA, OPEN SCIENCE - Von der Bewegung zum Geschäftsmodell?“[10]
- 2017 „BIG DATA - Perspektiven kritischer Sozial- und Kulturwissenschaften“[11],
- 2018 „BOTS or NOT BOTS? Politik, Demokratie & Wahlen im Zeitalter ihrer digitalen Produzierbarkeit“[12]
- 2019 „HÖHER! SCHNELLER! WEITER! - Sport in Gesellschaft, Sport und/als Politik“[13]
- 2020 „AUFZEIGEN! Petitionen, Initiativen, NGOs“[14]
- 2021 „WER BIN ICH? WER SIND WIR? WER SIND DIE ANDEREN? Identitäten und Identitätspolitiken“[15]
- 2022 „KrisenNarrative“[16]

## Publikationen (Auswahl)

### Bücher
- Kumulativer Erkenntniszuwachs? Inkonsistenz empirischer Befunde und Barrieren der wissenschaftlichen Kommunikation in der Geschwisterpositionsforschung, Wien 1981: Dissertation, Grund- und Integrativwissenschaftliche Fakultät der Universität Wien.
- Formen der Verdrossenheit und Kritik an Wissenschaft und Technik in der Gegenwartskultur (mit Artur Schneeberger und Wolfgang Stagel), Wien / Hannover 1985: Institute für Soziologie (Forschungsbericht, Forschungsprojekt 1829 des Jubiläumsfonds der Österreichischen Nationalbank).
- (Hg. mit Ingo Mörth) Das symbolische Kapital der Lebensstile. Zur Kultursoziologie der Moderne nach Pierre Bourdieu (hg. mit Ingo Mörth), Campus Verlag, Frankfurt/Main – New York 1994, ISBN 3-593-34964-7.
- (Hg. mit Ingo Mörth) Symbolische Anthropologie der Moderne. Kulturanalysen nach Clifford Geertz, Campus Verlag, Frankfurt/Main – New York 1998, ISBN 3-593-35890-5.
- (Hg. mit Boike Rehbein) Bourdieu-Handbuch. Leben – Werk – Wirkung. Metzler-Verlag, Stuttgart 2009, ISBN 978-3-476-05221-6; inzwischen 4. Auflage 2014 = ISBN 978-3-476-02560-9.

### Artikel und Buchbeiträge
- Beiträge von Information und Dokumentation zur Verbesserung von Wissenschaftskommunikation und Forschungssynthetisierung. In: Kreutz, Henrik (Hg.): Pragmatische Soziologie. Leske + Budrich, Opladen 1988: ISBN 3-8100-0606-8, S. 435–444.
- „Inseln zuverlässigen Wissens im Ozean menschlichen Nichtwissens.“ Zur Theorie der Wissenschaften bei Norbert Elias. In: Kuzmics, Helmut; Mörth, Ingo (Hg.): Der unendliche Prozeß der Zivilisation, Campus Verlag, Frankfurt/Main – New York 1991, ISBN 3-593-34481-5, S. 95–111. (auch online full text).
- Demokratisierung durch Datenbanken und Computernetze? In: Hochschule für Bibliotheks- und Informationswesen (HBI, Hg.): Informationsspezialisten zwischen Technik und gesellschaftlicher Verantwortung. Internationaler Kongreß der HBI vom 4.–5. Dezember 1995, Stuttgart 1995, ISBN 3-00-000386-X, S. 55–60 (auch online full text).
- Netz-Euphorien. Zur Kritik digitaler und sozialer Netz(werk-)metaphern. In: Schramm, Alfred (Hg.): Philosophie in Österreich 1996, Hölder-Pichler-Tempsky, Wien 1996, ISBN 3-209-02208-9, S. 292–306 (auch online full text).
- Optimale Informationsvorenthaltung als Strategem wissenschaftlicher Kommunikation. In: Harald H. Zimmermann / Schramm, Volker (Hg.): Knowledge Management und Kommunikationssysteme. UVK Verlag, Konstanz 1998, ISBN 3-87940-653-7), S. 35–549 (auch online full text).
- Das Messen des leicht Meßbaren. Output-Indikatoren, Impact-Maße: Artefakte der Szientometrie?. In: Jörg Becker; Göhring, Wolf (Hg.): Kommunikation statt Markt. Zu einer alternativen Theorie der Informationsgesellschaft = GMD Report (Gesellschaft für Mathematik und Datenverarbeitung), ISSN 1435-2702, no.61, S. 27–38 (modifiziert auch online full text).
- Betrug und Täuschung in den Sozial- und Kulturwissenschaften. In: Theo Hug (Hg.): Wie kommt die Wissenschaft zu Wissen? Bd. 4: Einführung in die Wissenschaftstheorie und Wissenschaftsforschung, Schneider Verlag, Hohengehren/Baltmannsweiler 2001, ISBN 3-89676-416-0, S. 261–273.
- Anonyme Kritik. Peer Review auf dem Prüfstand der empirisch-theoretischen Wissenschaftsforschung. In: Eveline Pipp (Hg.): Drehscheibe E-Mitteleuropa: Information, Produzenten, Vermittler, Nutzer. Die gemeinsame Zukunft, Phoibos Verlag, Wien 2002, ISBN 3-901232-39-7, S. 129–146 (auch online full text).
- Visuelles in der wissenschaftlichen Kommunikation – z. B. Betrug und Fälschung, in: European Journal for Semiotic Studies, ISSN 1015-0102, 15. Jg. (2–4), S. 627–655.
- verein.wissenschaft: Entstehung und Funktionen wissenschaftlicher Gesellschaften. In: medizin-bibliothek-information ISSN 1616-9026, 5. Jg. (3), S. 22–33 (auch online full text).
- Plagiate und unethische Autorschaften. In: Information – Wissenschaft & Praxis (ISSN 1434-4653), 57. Jg. (2), S. 81–89 (auch online full text).
- „Denn jene, die haben, denen wird gegeben werden“ (Kapitalsorten & »Matthäus-Effekte« im wissenschaftlichen Feld). In: Elisabeth Nöstlinger / Ulrike Schmitzer (Hg.): Bourdieus Erben, Mandelbaum, Wien 2007, ISBN 978-3-85476-194-5, S. 55–67.
- „Bilderglaube“ in den Wissenschaften. Visuelle Kontexte wissenschaftlichen Fehlverhaltens. In: Michael Hofer / Monika Leisch-Kiesl (Hg.): Evidenz und Täuschung. Stellenwert, Wirkung und Kritik von Bildern. Transcript, Bielefeld 2008, ISBN 978-3-8376-1003-1), S. 25–43.
- Wissenschaftskommunikation und ihre Dysfunktionen. Wissenschaftsjournale, Peer Review, Impact Faktoren. In: Hettwer, Holger et al. (Hg.): WissensWelten. Wissenschaftsjournalismus in Theorie und Praxis. Verlag der Bertelsmann Stiftung, Gütersloh 2008, ISBN 978-3-89204-914-2), S. 64–80.
- Die Wissenschaftstheorie fordert OPEN ACCESS. In: Information – Wissenschaft & Praxis ISSN 1434-4653, 60. Jg. (5), S. 253–258 (auch online full text), abgefragt am 21. September 2016.
- „Die Journalbranche hat Gewinnraten wie der Waffen- und Drogenhandel“ (Interview mit Manuela Hiesmayr). In: Leonhard Dobusch et al. (Hg.): Freiheit vor Ort. Handbuch kommunale Netzpolitik. Open Source Press, München 2011, ISBN 978-3-941841-40-6, S. 185–190 (auch online full text).
- (BIO, TECHNO) MORPH. In: Beni Altmüller et al. (Hg.): Biomorphe Simulationen. Linz 2012: Schriftenreihe des OÖ Kunstvereins, ISBN 978-3-200-02680-3, S. 8–9.
- (mit A. Vogl) Sprechen Daten wirklich für sich selbst?, In: b.i.t.online.de ISSN 2193-4193, Nr. 3/2017, S. 254–260.
- Wie Michael Serres lesen, ohne zu verzweifeln, in: Versorgerin, ISSN 1993-6818 Nr. 3/2017, S. 13 (auch online full text).